# Матагальпа (департамент)
Матага́льпа (исп. Matagalpa) — один из департаментов Никарагуа.

## География
Департамент расположен в центральной части Никарагуа. Площадь его составляет 6803,86 км². Численность населения — 542 419 человек (перепись 2012 года). Плотность населения — 79,72 чел./км². Административный центр — город Матагальпа.
Граничит на севере с департаментом Хинотега, на западе с департаментами Эстели и Леон, на юге с департаментами Манагуа и Боако, на востоке с Северным и Южным Атлантическим регионами.

## Административное деление
В административном отношении департамент Матагальпа подразделяется на 13 муниципалитетов:
1. Матагальпа
2. Матингуас
3. Муй-Муй
4. Ранчо-Гранде
5. Рио-Бланко
6. Сан-Дионисио
7. Сан-Исидро
8. Сан-Рамон
9. Себако
10. Сьюдад-Дарио
11. Террабона
12. Эль-Тума-Ла-Далия
13. Эскипулас

## Экономика
Основой экономики департамента является сельское хозяйство. Главная выращиваемая культура — кофе.